# Осборн, Оззи
О́ззи О́сборн (англ. Ozzy Osbourne; настоящее имя — Джон Майкл О́сборн, англ. John Michael Osbourne; 3 декабря 1948, Марстон-Грин, Уорикшир — 22 июля 2025, Джорданс, Бакингемшир) — английский рок-певец, музыкант, один из основателей и участник группы Black Sabbath, оказавшей значительное влияние на появление таких музыкальных стилей, как хард-рок и хеви-метал. Успешность его карьеры и популярность принесли ему неофициальный титул «Крёстного отца хеви-метала».
После ухода из Black Sabbath начал сольную карьеру. На декабрь 2010 года в мире было продано более 100 млн пластинок с его участием. Сольные альбомы Осборна Blizzard of Ozz и No More Tears получили статус четырежды платиновых в США.
В 2006 году он был введен в Зал славы рок-н-ролла как член группы Black Sabbath, а в 2024 году — как сольный артист. В 2005 году он был введен в Зал славы британской музыки как сольный исполнитель и как участник группы Black Sabbath. 12 апреля 2002 года он был удостоен звезды на голливудской "Аллее славы, а 6 июля 2007 года — на бирмингемской аллее звезд. В 2014 году он получил премию MTV Europe Music Awards в номинации Global Icon.
В начале 2000-х годов он стал звездой реалити-шоу, когда появился в сериале "Семейка Осборнов (2002—2005) вместе с вместе со своей женой Шэрон, сыном Джеком и дочерью Келли. Он также снялся вместе с Джеком и Келли в реалити-шоу «Кругосветное путешествие Оззи и Джека», а также в другом шоу «Семейка Осборнов хочет верить» .
5 июля 2025 года Осборн дал свой прощальный концерт в рамках Back to the Beginning, несмотря на продолжающиеся проблемы со здоровьем. Ранее в том же году он объявил, что это будет его последнее живое выступление, хотя намеревался продолжить записывать музыку. Он умер семнадцать дней спустя.

## Ранние годы
Джон Майкл Осборн родился в роддоме в Марстон-Грин, Уорикшир, Англия 3 декабря 1948 года и вырос в районе Астон в Бирмингеме. Его мать, Лилиан (урожденная Юнитт; 1916—2001), была непрактикующей католичкой, которая работала на фабрике Lucas. Его отец, Джон Томас «Джек» Осборн (1915—1977), работал ночными сменами инструментальщиком в компании General Electric. У Осборна было три старшие сестры по имени Джин, Айрис и Джиллиан, а также два младших брата по имени Пол и Тони. Семья жила в небольшом доме с двумя спальнями по адресу 14 Lodge Road в Астоне.
По словам Осборна, «в школе все звали меня Оззи. Не знаю, кто это первым придумал, а также когда и зачем. Наверное, это было уменьшительным от фамилии». В школе он страдал дислексией. Его акцент описывали как «неуверенный брумми». В возрасте 11 лет Осборн подвергался сексуальному насилию со стороны школьных хулиганов. В подростковом возрасте несколько раз пытался покончить с собой. Услышав первый хит-сингл The Beatles в 14 лет, он стал поклонником группы и считает, что их песня 1963 года She Loves You вдохновила его стать музыкантом. В той же школе учился Тони Айомми, однако в те времена они не дружили. Их творческий союз, положивший начало группе Black Sabbath, образовался позже.
В возрасте 15 лет Осборна исключили из школы ввиду тяжёлого материального положения в семье[прояснить], и будущий рок-музыкант устроился работать помощником водопроводчика. Впоследствии Осборн пытался работать помощником слесаря, забойщиком на скотобойне, автомехаником, маляром и даже могильщиком. Не найдя себя на ниве честного труда, молодой Джон Осборн попытался промышлять кражами. Попавшись, он не смог выплатить штраф и отсидел (по разным источникам: полтора или три месяца) в бирмингемской тюрьме. Именно в тюрьме Осборн научился делать татуировки с помощью швейной булавки и расплавленной краски с решётки. Таким способом на большом пальце левой руки, ему сделали наколку человечка-логотипа сериала «Святой» 1962 года.
Выйдя из тюрьмы, Осборн решил попробовать себя в качестве музыканта. Ему встретилась группа «Music Machine», которая искала себе вокалиста — и Осборн стал им. Впоследствии, решив основать свою собственную группу, Осборн дал объявление в местную газету о поиске единомышленников. По объявлению пришёл Теренс Батлер, к тому времени полгода учившийся играть на электрогитаре. Чуть позже к ним присоединились Тони Айомми и Билл Уорд — по тому же самому объявлению. С приходом Айомми Батлер переквалифицировался в басиста. Группа получила название «The Polka Tulk Blues Band». Позднее они переименовались в «Earth».

## Карьеры в музыке

### Black Sabbath
Осборн попал в Black Sabbath после размещения им объявления с надписью «Ozzy Zig Needs Gig» в местном музыкальном магазинчике.
Билл Уорд вспоминает о первой своей встрече с Осборном: «Он разгуливал с ботинком на верёвочке… да да, с ботинком. Я решил, что он чокнутый (смеётся)».
Первой собственной песней группы стала «Black Sabbath», написанная под впечатлением от одноимённого фильма ужасов 1963 года. Это был прогрессив-блюз, основанный на мотиве «Марс» из сюиты «Планеты» композитора Густава Холста. До этого группа играла кавер-версии песен других исполнителей.
С 1969 по 1970 годы группа играла в различных клубах, одновременно работая над собственным материалом. Однажды кто-то обратил внимание на собственную песню бирмингемской четвёрки, «Black Sabbath», зародив мысли о первой записи. Также молодые люди выяснили, что уже существует группа, названная «Earth». Поэтому они снова сменили своё название на «Black Sabbath» — по своей первой песне. В январе 1970 года группе удаётся записать свой первый альбом, занявший высокие места в английском и американском хит-парадах.
В 1971 году Осборн женился в первый раз на Тельме Райли.
В 1975 году группа решает сменить своего менеджера. Новым менеджером «Black Sabbath» становится Дон Арден — отец Шэрон Осборн, будущей супруги Осборна.
В 1977 году Осборн ушёл из Black Sabbath, его заменяет Дейв Уокер. Группа начинает запись альбома «Never Say Die», однако Осборн возвращается в начале 1978 года. В это время Осборн переживал смерть отца, активно злоупотребляя алкоголем и наркотиками. По другим данным, пьянство Осборна началось задолго до этого, Айомми утверждал, что к тому моменту уже несколько лет не видел Осборна трезвым. Запись альбома протекала с большими трудностями, в частности, Осборн потребовал переписать все тексты, включая песню Junior’s Eyes, которую он посвятил своему отцу. За альбомом последовал тур, после которого Осборн окончательно вышел из состава Black Sabbath.
У Айомми уже были наброски следующего альбома, «Heaven and Hell», кроме того, он успел познакомиться с Ронни Джеймсом Дио, не так давно покинувшим Rainbow и не имевшим в то время собственного коллектива.
Задачу по доведению до сведения Осборну того, что группа больше не желает работать с ним, выполнил Билл Уорд. Как Осборн, так и Тони Айомми в последующих интервью признавали, что это было именно увольнением. Впрочем, Осборн признался, что расставание с Black Sabbath стало для него облегчением.

### Сольная карьера

#### 1980-е
После ухода из Black Sabbath Осборн проводил время в безделье, пока Шэрон Арден, дочь менеджера его бывшей группы, не уговорила его основать новую группу. Осборн дал объявление в газету о поиске музыкантов. Одним из гитаристов, пришедших на прослушивание, был Рэндалл Вильям (Рэнди) Роадс.
Как рассказывал Роадс в одном из своих немногочисленных интервью, он не знал, с кем ему придётся работать. Придя в студию для прослушивания со своим усилителем и электрогитарой, он был проведён в пустую комнату. Там Рэнди подключил свою аппаратуру и начал «разогреваться». Неожиданно в комнате появился Осборн, вынесший вердикт «принят!» и проигнорировавший возражения гитариста о том, что он ещё и не начинал играть. По другой версии, Осборн был умилен тем, что Роадс играл по нотам.
Также к группе присоединились басист Боб Дейзли и ударник Ли Керслейк из Uriah Heep. В этом составе они выпустили первый альбом «Blizzard of Ozz» и отправились в концертный тур, первым выступлением в котором был концерт 12 сентября 1980 года в Глазго. Для выпуска своего сольного альбома Оззи Осборну требовался контракт со звукозаписывающей компанией. После многочисленных отказов Осборн в итоге сумел достичь соглашения со студией CBS, которая тем не менее не относилась к проекту с той степенью серьёзности, на которую рассчитывал Осборн, считая последнего ещё одним незначительным событием.
Для изменения впечатлений о себе в лучшую сторону Осборн, по совету Шэрон, принёс в офис компании двух голубей — с первоначальным намерением выпустить их на глазах у изумлённой публики и таким образом привлечь общественное внимание.
Трюк сработал, правда, не совсем так, как было задумано. Выпустив первого голубя — так, как и предполагалось, — Осборн неожиданно откусил голову второму. Это действо было запечатлено фотографом студии, и в скором времени фотографии появились в большинстве газет. Это вряд ли повлияло (в положительную сторону) на руководство компании звукозаписи, однако породило вполне понятную заинтересованность в Осборне среди молодёжи.
Неизвестно, было ли это действие спланировано именно так с самого начала: ни Шэрон, ни сам Осборн не прояснили мотивов этого поступка. Единственный комментарий, который сделал певец по этому поводу, заключался в признании в том, что он был сильно пьян в тот момент.

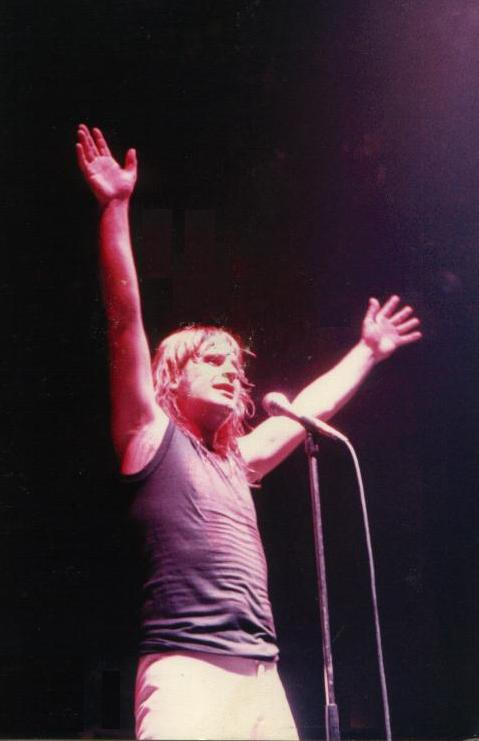
Оззи Осборн, 1981

Альбом 1980 года Blizzard of Ozz пользовался большой популярностью. Рэнди Роадс в 1981 году был назван «лучшим молодым талантом» в журнале Guitar Player. Стилистически альбом близок к Technical Ecstasy Black Sabbath, но обладал более жёстким, «металлизированным» звучанием. Текст песни «Suicide Solution» позднее стал объектом критики из-за неоднозначного толкования слова «solution»: «решение» и «жидкость» (таким образом, название можно перевести по-разному: «Решение покончить с собой», «Самоубийственное решение» или «Самоубийственная жидкость»).
Спустя год Осборн и его группа записали второй альбом, Diary of a Madman. К тому времени состав обновился — ритм-секция ушла в реорганизованный Uriah Heep, а на смену Керслейку и Дэйзли пришли, соответственно, Томми Олдридж и Руди Сарзо. По мнению самого Осборна, этот альбом получился лучше предыдущего. Стилистически он был более жёстким, особенно первая композиция — «Over the Mountain». Впрочем, сами музыканты оглядывались на чарты: конкуренты в лице Black Sabbath с альбомом Mob Rules добрались лишь до 29-й позиции, в то время как Diary of a Madman некоторое время пробыл в Top-15. Интересно, что авторство песен целиком принадлежит предыдущему составу группы.
Во время тура Осборн развлекался тем, что бросался сырым мясом в пришедшую на его концерты публику. Порой эта часть шоу принимала неожиданные обороты: так, после одного из концертов кто-то позвонил в менеджмент группы и спросил, чем отстирывать сырую кровь.
Впрочем, публика быстро подхватила идею. Скоро, в ответ на выходки Осборна на сцене, в него начали лететь дохлые кошки, лягушки, змеи и прочий материал, когда-то бывший живностью.
20 января 1982 года Осборн откусил голову летучей мыши, приняв её за резиновую игрушку, во время своего выступления на Veterans Memorial Auditorium в городе Де-Мойн, штат Айова. Журнал Rolling Stone в 2004 году записал этот инцидент под вторым номером в свой список «Самых безбашенных легенд рок-музыки» (Rock’s Wildest Myths). В статье в Rolling Stone отмечалось, что мышь была живой, в то время как 17-летний Марк Нил (Mark Neal), забросивший мышь на сцену, утверждает, что принёс её на шоу уже мёртвой. В буклете к изданию Diary of a Madman от 2002 года сам Осборн писал, что летучая мышь была не только живой, но также умудрилась укусить его, из-за чего Осборну пришлось пройти терапию от бешенства. В автобиографии 2010 года «I Am Ozzy» Осборн писал, что сначала посчитал мышь резиновой, пока не почувствовал «какой-то тепловатую, липкую жидкость» у себя во рту.
В марте 1982 года группа потеряла своего гитариста, Рэнди Роадса. Во время турне по США автобус группы остановился для ремонта возле городка Лисбурга во Флориде. Чтобы скоротать время, водитель автобуса предложил членам группы покататься на его самолёте. Во второй заход самолёт взял Рэнди Роадса и парикмахера группы Рэйчел Янгблад. Сам водитель занимал место пилота.
Бывшая супруга водителя находилась вместе с группой, рядом с автобусом. По её словам, тот неожиданно решил убить её, задавив самолётом. Как она утверждала, самолёт сделал три очень низких круга над автобусом, задев его с четвёртой попытки. После столкновения самолёт отбросило в стоящее рядом строение, где он и взорвался. Пилот и пассажиры самолёта скончались на месте. Произведённое впоследствии расследование показало, что пилот находился под воздействием наркотиков.
Рэнди Роадс и Осборн работали над идеей третьей пластинки группы Bark at the Moon. Осборн заявил, что, несмотря на смерть товарища, он будет продолжать работу. Для выполнения контрактных обязательств Осборн должен был выпустить концертный альбом. Имелся записанный материал с концертов с участием покойного Роадса, однако Осборн посчитал неэтичным выпуск этого диска сразу после смерти друга (альбом под названием «The Randy Rhoads Tribute» был выпущен в 1987 году). Но, верный контрактным обязательствам, Осборн рекрутировал в состав группы гитариста Брэда Гиллиса и записал живой альбом Talk of the Devil (в американской версии — Speak of the Devil), целиком состоявший из материала Black Sabbath. Но избежать обвинений в неэтичности не удалось — Осборн был раскритикован Тони Айомми, который считал, что Осборн не являлся автором большинства представленных в альбоме песен, хотя его имя и указано в этом качестве во всех альбомах группы с 1970 по 1978.
В том же 1982 году Осборн появился в качестве ведущего вокалиста в танцевальной поп-песне Was (Not Was) «Shake Your Head (Let's Go to Bed)». Ремиксованный и переизданный в начале 1990-х для альбома хитов Was (Not Was) в Европе, он достиг четвёртого места в британском чарте синглов.
Новым гитаристом стал Джейк И. Ли. Джейк Ли, наполовину японец по происхождению, учился в детстве по классу фортепиано, но юношеское увлечение гитарой постепенно пересилило интерес к классической музыке. От классики y Джейка осталось серьёзное профессиональное отношение к инструменту, то есть ежедневные многочасовые занятия развили y него технику игры на гитаре.
Заглавная песня альбома Bark at the Moon рассказывает о живом существе (оборотне), которое вернулось в поисках мести тем, кто презирал его и свёл в могилу. В клипе на эту песню Осборн играет безумного учёного, заключённого в сумасшедший дом. Из окна он видит оборотня, следящего за ним. Эта песня, как, впрочем, и другие, могла настроить слушателей на негативные мысли. Читаем: «Вспышка рок-насилия», Ассоциация канадской прессы: Галифакс, Канада, 26.9.84.
«… в соответствии с материалами Канадской телеграфной пресс-службы, влияние хэви-метал рок-музыки на молодого канадца Джеймса Джоллимора (James Jollimore) оказалось так сильно, что в канун Нового 83-го года он вышел на улицу и заколол кого-то. Друг подсудимого засвидетельствовал, что Джоллимору, двадцатилетнему жителю Канады, которому было предъявлено обвинение в убийстве первой степени 44-летней женщины и двух её сыновей, понравилось закалывать людей после того, как тот начал слушать музыку вроде „Bark at the Moon“ Оззи Осборна». «Джимми сказал на суде, что каждый раз, когда он слушал эту песню, у него возникало странное чувство, и, когда он вновь услышал её в канун Нового Года, он вышел на улицу и заколол кого-то.»
Стилистически альбом получился более мягким, приблизившись по звучанию к софт-металу. Настоящим рок-гимном стала песня «Rock’n’roll Rebel».
В 1986 году Осборн записал альбом The Ultimate Sin, и отправляется в тур в поддержку обоих альбомов. Осборн позже говорил, что этот альбом — самый бедный в плане музыкальных идей. Альбом получился и самым мягким, разбавленным синтезаторным звучанием. Текстовая концепция опиралась на идеи мира и отказа от насилия.
В 1987 году принял участие в клипе «Loud and Clear» группы Autograph.
19 марта 1987 года вышел альбом Randy Rhoad’s Tribute, содержавший архивные записи, отобранные Максом Норманом (продюсером трёх первых сольных альбомов Осборна). Туда вошли концертные записи материала из первых двух альбомов (в первую очередь, из первого альбома, практически полностью представленного в живом варианте), несколько песен Black Sabbath и студийная запись инструментальной композиции Dee.
В записи следующего альбома No Rest for the Wicked Осборн привлёк к работе талантливого гитариста Закка Уайлда, ставшего очень важной частью группы на следующие несколько лет. Шэрон, жена Оззи, становится менеджером группы и помогает музыканту избавиться от алкогольной зависимости. В фильме «The Decline of Western Civilization: The Metal Years» Осборн предстаёт в роли трезвого домохозяина, заверяющего, что он больше не злоупотребляет алкоголем и женщинами («don’t bitch up with women»). Звук следующего альбома получился более крепким, хотя налёт софт-метала чувствовался. Характерным стало отсутствие в альбоме баллад. Самыми интересными композициями стали «Breaking All the Rules» с «фирменным» переходом с минора на мажор и мрачная «Bloodbath in Paradise». В песне «Demon Alcohol» Осборн рассказывает о борьбе с алкогольной зависимостью. Для тура Осборн привлёк давнего друга и коллегу по Black Sabbath Гизера Батлера (тот также появляется и в клипах). В 1989 году вышел концертный EP «Just Say Ozzy».

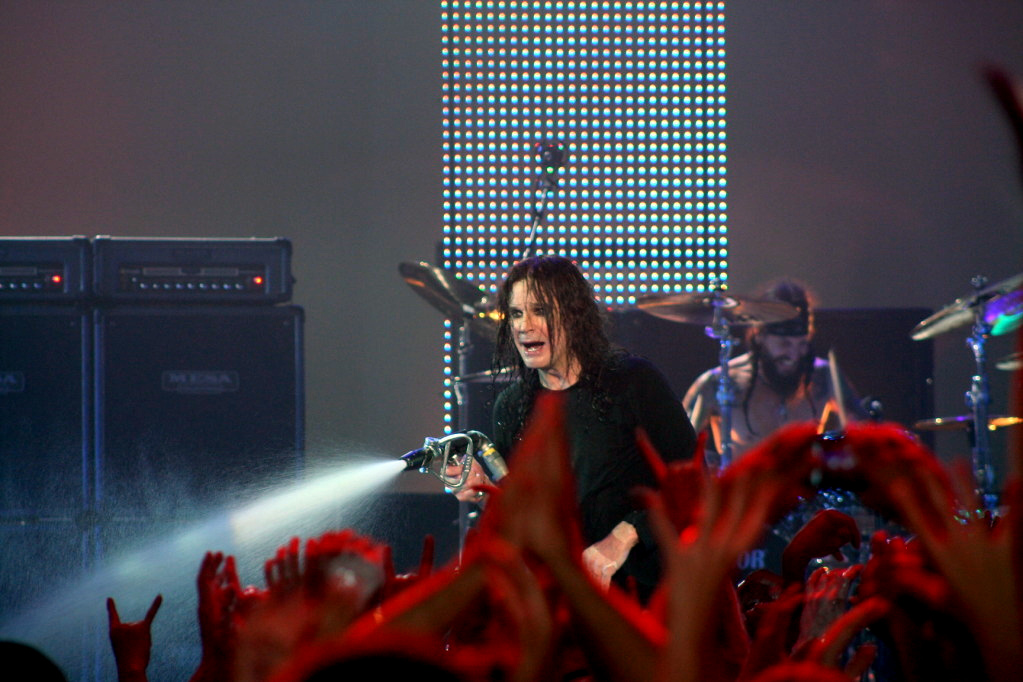
Осборн во время выступления в 2009 году

В марте 1989 года выходит сингл «Close My Eyes Forever», записанный вместе с Литой Форд, он попадает в первую десятку США.

#### 1990-е
В 1991 году Осборн выпустил альбом «No More Tears», однако без обычного энтузиазма проводит концерты, объясняя это тем, что ему хочется больше времени проводить со своей семьёй. Турне в поддержку альбома было названо No More Tours, то есть «Больше никаких турне». Альбом был встречен критикой положительно, музыкальными наградами были отмечены песня «Mama, I’m Coming Home» (посвящённая жене Шэрон) и «I Don’t Want to Change the World». После этого Осборн объявил о прекращении активной музыкальной деятельности. Впрочем, это не мешает ему в 1992 году на пару концертов воссоединиться с Black Sabbath (что стало поводом для ухода оттуда Ронни Дио, который не желал петь на разогреве у Осборна).
После длительного перерыва в 1994 году Осборн объявил о будущем выходе нового альбома, записанного с участием Стива Вая. Он также объединяется с Therapy?, чтобы спеть вокальную партию в песне «Iron Man» для сборника кавер-версий Nativity In Black, посвящённого группе Black Sabbath.
В 1995 году Осборн при участии Рика Уэйкмана (ранее работавшего с Black Sabbath при записи альбома Sabbath Bloody Sabbath) и Закка Уайлда записал альбом Ozzmosis, который можно считать самым удачным со времён первых двух альбомов. Осборн удачно перемешал жёсткие номера вроде «Perry Mason» с более мягкими («I See You on the Other Side»), а также совершенствовался в фирменных переходах («My Jekyll Doesn’t Hide»). Знаменательным событием стало также воссоединение с басистом Гизером Батлером. Тур-гитаристом стал ученик Рэнди Роадса по фамилии Холмс. В поддержку альбома прошёл международный тур.
В 1997 году слухи о воссоединении Black Sabbath стали явью. Группа воссоединилась в оригинальном составе и устроила международный тур. Было записано 2 новые песни, но обещанный альбом так и не вышел. Постепенно Осборн и Тони вернулись к сольной деятельности.

#### XXI век
В 2000 году Осборн записал песню «Who is Fooling Who» для сольного альбома Тони Айомми. В 2001 году вышел альбом Осборна Down to Earth, продемонстрировавший ещё большее утяжеление звука и великолепное качество материала, так что новый релиз, пожалуй, даже превзошёл Ozzmosis. Не обошлось и без лирики — песню «Dreamer» охотно крутили даже поп-радиостанции.
В 2005 году выходит альбом «Under Cover» с кавер-версиями песен, оказавших на Осборна влияние (среди них особое место заняли песни Леннона и Beatles). Также выходит бокс-сет из 4 дисков Prince of Darkness, включающий помимо сборника и каверов ещё и дуэты Осборна с различными музыкантами.
В 2007 году вышел новый альбом «Black Rain». В этом же году Оззи приезжал со своим сольным концертом в Москву. Это был его второй визит в столицу России. Впервые он посетил Москву в 1989 году на мировом фестивале в Лужниках.
22 июня 2010 года состоялся релиз одиннадцатого по счёту сольного альбома «Scream», о чём было сообщено на официальном сайте. Его выпуску предшествовала рекламная кампания, проведённая в музее мадам Тюссо в Нью-Йорке. Осборн неподвижно сидел на кушетке в одном из залов восковых фигур, а когда поклонники его творчества подходили к нему, чтобы сфотографироваться, Осборн резко вставал или просто пугал посетителей криком.
В октябре 2010 года Осборн записал кавер-версию песни Джона Леннона «How?» в честь 70-летнего юбилея экс-битла. Песня изначально вышла во втором сольном альбоме Леннона Imagine 1971 года. Все доходы с продажи композиции передаются правозащитной организации Международная амнистия.
В апреле 2019 года Осборн перенёс даты концертного тура 2019 года No More Tours II в Северной Америке и Европе, как было объявлено, из-за обострения старой травмы на фоне пневмонии. Позже, в январе 2020 года, стало известно о том, что Осборн болеет одной из форм болезни Паркинсона. Об этом он рассказал в интервью передаче Good Morning America. По его словам, в 2019 году он перенёс операцию и «находился в ужасном состоянии».
В 2021 году запустил NFT CryptoBatz совместно с компанией Sutter Systems.
В конце января 2023 года сообщил о прекращении концертной деятельности. Однако в мае певец решил вернуться на сцену, несмотря на проблемы со здоровьем.

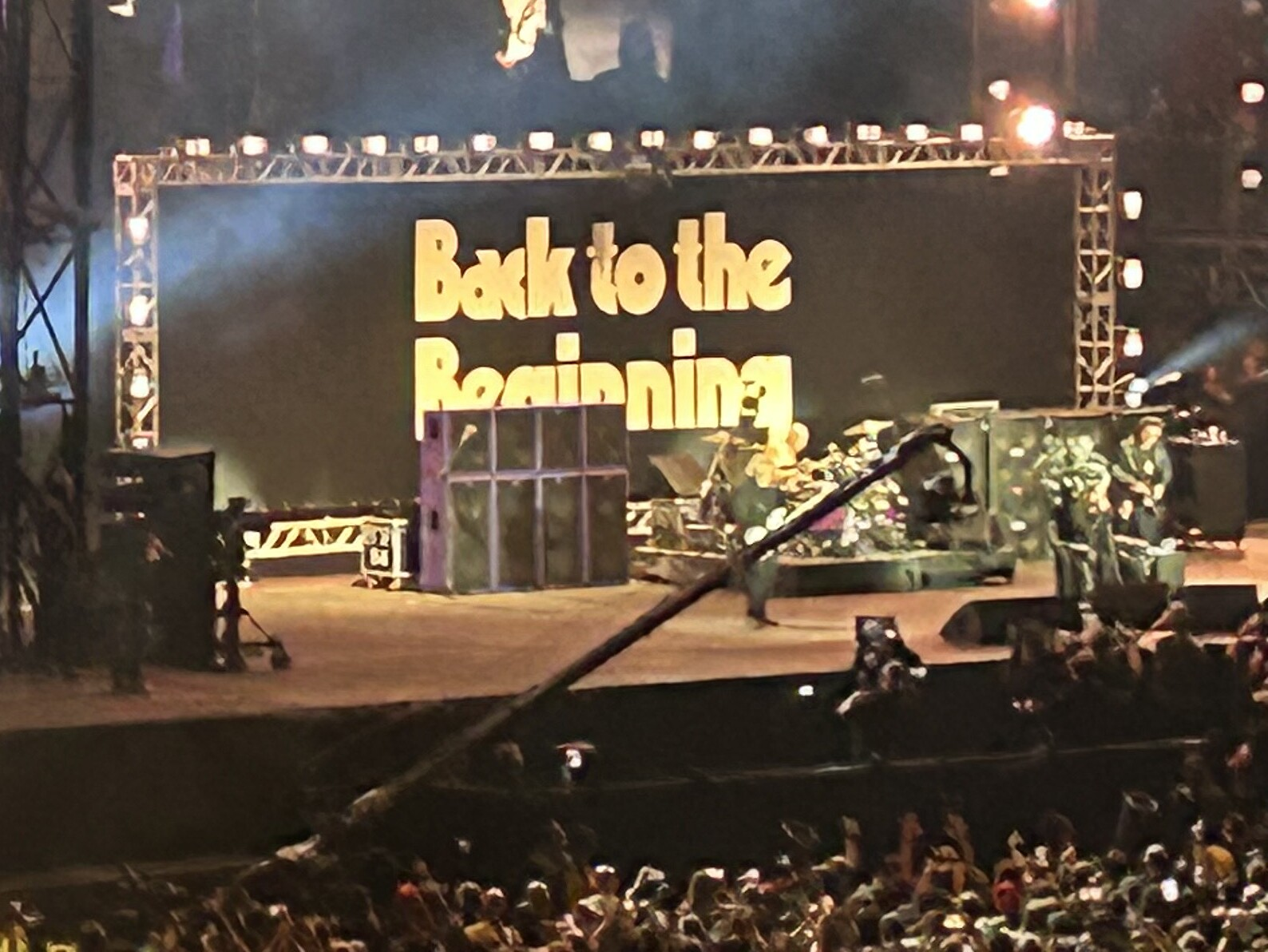
Последнее публичное выступление Осборна с Black Sabbath на концерте Back to the Beginning за 17 дней до его смерти

5 июля 2025 года на футбольном стадионе «Вилла Парк» в Бирмингеме состоялся прощальный благотворительный концерт Оззи Осборна в рамках «величайшего хеви-метал-шоу в истории». Для Back to the Beginning впервые за 20 лет воссоединился оригинальный состав Black Sabbath. Среди других участников шоу — Metallica, Slayer, Alice In Chains, а также Дафф Маккаган, Слэш, Билли Корган, Фред Дёрст и Том Морелло.

## Ozzfest
Ozzfest — фестиваль, основанный Оззи Осборном. Он перемещается с гастролями по всему миру, в передвижном фестивале Ozzfest 2004, наряду с Black Sabbath, принимали участие Judas Priest, Linkin Park, Slayer, Superjoint Ritual, Dimmu Borgir, System of a Down, KoRn, Slipknot, Marilyn Manson, Metallica, Godsmack и другие «тяжёлые» группы. Значительную роль в развитии фестиваля сыграл юный сын Оззи Осборна Джек Осборн, который с определённого момента стал выполнять функции программного директора.

## Публичный образ

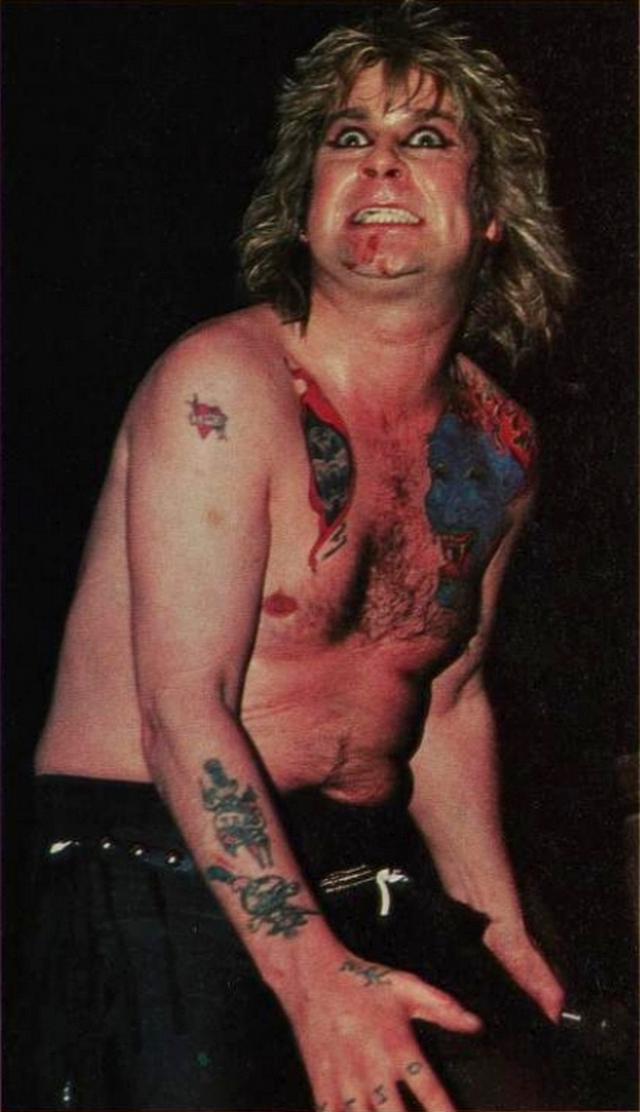
Осборн в 1984 году

Оззи Осборна всю карьеру сопровождали скандалы. Он взял себе титул «Принц тьмы», создал демонический сценический образ и представлял себя как «Безумца рока». Многие христианские религиозные группы обвиняли Осборна в дьяволопоклонстве, пропаганде сатанизма и вредном влиянии на подростков. Он был демонизирован протестантскими фундаменталистами, такими как Джефф Годвин, и католиками, такими как кардинал Джон О’Коннор, который назвал его музыку «помощью дьяволу». Осборн отрицал свою принадлежность к сатанистам. Он отвечал, высмеивая христианских правых в своих текстах, например, в песне Miracle Man. Учёный Кристофер М. Морман сравнил эту полемику с той, что велась против оккультиста Алистера Кроули. Оба были демонизированы средствами массовой информации и христианскими группами. Осборн подогревал это сравнение своей песней 1980 года Mr. Crowley.
«Я как Деннис-мучитель, такой сумасшедший. Весёлый сумасшедший, надеюсь»
В 1981 году, после подписания своего первого сольного контракта, Осборн откусил голову голубю во время встречи с руководителями CBS Records в Лос-Анджелесе. По всей видимости, он планировал выпустить голубей в небо в знак мира, но из-за опьянения вместо этого схватил голубя и откусил ему голову. Затем он выплюнул голову, кровь все ещё капала с его губ. Когда охрана выводила Осборна из здания, он схватил второго голубя и тоже откусил ему голову. Из-за своей скандальности этот поступок был неоднократно пародирован и упоминался на протяжении всей его карьеры и стал одной из причин, по которым Осборн стал знаменитым.
20 января 1982 года, во время выступления в Де-Мойне, Айова, Осборн откусил голову летучей мыши, которая, как он думал, была резиновой. Согласно статье Rolling Stone 2004 года, мышь была жива в тот момент, однако 17-летний Марк Нил, который бросил её на сцену, утверждал, что она была принесена на концерт уже мёртвой. По словам Осборна, изложенным в буклете к переизданию альбома Diary of a Madman 2002 года, летучая мышь была не только жива, но и успела укусить его, из-за чего ему пришлось сделать прививку от бешенства. 20 января 2019 года Осборн отметил 37-ю годовщину «инцидента с летучей мышью», выпустив в продажу на своём личном сайте мягкую игрушку летучей мыши с отстёгивающейся головой. На сайте утверждалось, что первая партия игрушек была распродана в течение нескольких часов.
18 февраля 1982 года, надев платье своей будущей жены Шэрон для фотосессии, Осборн в пьяном виде помочился на мемориал Аламо, воздвигнутый в честь погибших в битве при Аламо в Техасе. Полицейский арестовал Осборна, впоследствии ему было запрещено посещать город Сан-Антонио в течение десяти лет
Осборн признался, что в 1980-х годах, находясь под воздействием наркотиков, застрелил 17 своих домашних кошек.

## Судебные разбирательства

### История про самоубийство подростка в 1981 году
В 1986 году Осборн был арестован на трапе самолёта в аэропорту Лос-Анджелеса. Обвинения, представленные вокалисту, заключались в том, что некий 19-летний подросток застрелился, будучи вдохновлённым песней «Suicide Solution». Обвинение утверждало, что в самой песне содержатся особые шумы, воздействующие на подсознание и гипнотизирующие слушателя.
Адвокатам Осборна удалось доказать, что никаких посторонних звуков на записи нет, а сам текст песни не может быть предметом иска, так как попадает под первую поправку к конституции США, гарантирующую свободу слова.
Сам текст песни не призывает к самоубийству: с самоубийством в песне сравнивается излишнее пристрастие к алкоголю. По заявлению Осборна, он написал песню «Suicide Solution» под впечатлением от сообщения о смерти Бона Скотта, вокалиста группы AC/DC, захлебнувшегося рвотными массами в результате сильного алкогольного опьянения. Боб Дэйсли, претендовавший на авторство этой песни, заявил, что текст был написан из-за того, что сам Осборн имел в то время серьёзные проблемы, связанные со злоупотреблением спиртными напитками.

### Финансовые махинации при выплате гонораров
В 1998 году бывшие участники сольного музыкального проекта Оззи Осборна, басист Боб Дейсли и ударник Ли Керслейк, подали исковое заявление в Окружной суд Лос-Анджелеса против Осборна и его супруги, обвиняя их в финансовых махинациях при выплате гонораров музыкантам. Вопрос судебного разбирательства касался выплаты гонораров за два первых альбома: Blizzard of Ozz — 1980 и Diary of a Madman — 1981 годов. Суд первой инстанции оставил этот иск неудовлетворённым, что послужило поводом для подачи музыкантами апелляции в Федеральный Апелляционный суд, который в 2016 году оставил решение нижестоящей инстанции в силе.

## В массовой культуре

### «Семейка Осборнов»
В 2000 году MTV сняли выпуск шоу «По домам!» о доме Оззи Осборна. Во время съёмок продюсеры обратили внимание, что не только сам Оззи, но и его жена Шэрон, а также дети Джек и Келли ведут себя на камеру остроумно, хаотично и совершенно без цензуры. Это выглядело как мини-комедия в реальном времени. MTV дали проекту небольшой стартовый бюджет, снимали семью несколько недель и увидели потенциал в создании реалити-шоу про семью. Сериал стартовал на MTV 5 марта 2002 года и во время первого сезона был признан наиболее просматриваемым шоу за всю историю канала. Последняя серия вышла 21 марта 2005 года. «Семейка Осборнов» считается пионером среди реалити-шоу, положившем начало эре программ, посвященных семейной жизни знаменитостей.

### Сериал «Кругосветное путешествие Оззи и Джека»
11 октября 2016 года на телеканале History стартовало шоу с участием Осборна под названием «Кругосветное путешествие Оззи и Джека» (англ. Ozzy and Jacks World Detour). В нём Осборн со своим сыном Джеком отправятся в кругосветное путешествие и изучат исторические места, такие, как дом Эрнеста Хемингуэя, Стоунхендж, Белый дом и др. По состоянию на январь 2018 года на канале вышло 2 сезона шоу по десять серий в каждом.

## Личная жизнь

### Отношения
В возрасте 21 года женился на Тельме Райли, имеет двух детей от этого брака. Осборн также усыновил сына Тельмы от её первого брака. Развёлся в 1981 году, в 33 года. 4 июля 1982 года женился на Шэрон Осборн, которая занималась всеми делами и расписанием своего мужа. В браке с Шэрон родились трое их детей — Эйми, Келли и Джек.

### Алкоголь и наркотики
Большую часть своей взрослой жизни Осборн употреблял табак, алкоголь, наркотики, такие как кокаин, и лекарства, отпускаемые по рецепту. В 1978 году он признался в интервью журналу Sounds: «Я кайфую, я нажираюсь… Что, черт возьми, плохого в том, чтобы нажираться? Должно быть, что-то не так с системой, если так много людей хотят нажраться. Я никогда не принимаю наркоту или что-то ещё перед выходом на сцену. Я выкурю косяк или что-нибудь ещё после». Тони Айомми, участник группы Black Sabbath, сказал, что, хотя в 1970-е годы все участники группы пили алкоголь и принимали запрещенные препараты, Осборн вел самый нездоровый образ жизни из всех. Несмотря на это, по словам Айомми, он обычно оставался единственным, кто оставался в сознаний, когда остальные «уходили на покой». После увольнения из Black Sabbath в 1979 году Осборн провел следующие три месяца, запершись в гостиничном номере и употребляя алкоголь и огромное количество наркотиков «весь день, каждый день».
Позже Осборн прокомментировал свой прежний бурный образ жизни, выразив удивление тем, что он смог выжить после 40 лет злоупотребления табаком, алкоголем, уличными наркотиками и рецептурными лекарствами. Гитарист Закк Уайлд объясняет долголетие Осборна, несмотря на десятилетия злоупотребления психоактивными веществами, «особой силой духа, которая превосходит силу Кинг-Конга и Годзиллы вместе взятых… Серьёзно, он крепкий как гвоздь!».
Осборн впервые попробовал кокаин в начале 1971 года в отеле в Денвере, Колорадо, после концерта Black Sabbath с группой Mountain. Он утверждает, что гитарист Mountain Лесли Уэст познакомил его с этим наркотиком. Хотя Уэст не хотел брать на себя ответственность за то, что познакомил Осборна с кокаином, Осборн очень хорошо помнил этот опыт: «Когда ты родом из Астона и влюбляешься в кокаин, ты помнишь, когда начал. Это как первый секс!». Осборн сказал, что после первой пробы наркотика «мир стал немного размытым».

### Здоровье
Осборн в течение нескольких лет страдал от тремора и связывал его со своим постоянным злоупотреблением наркотиками. В 2003 году он узнал, что это генетическая форма болезни Паркинсона. Осборн был вынужден принимать ежедневные лекарства до конца своей жизни, чтобы бороться с тремором, связанными с этим заболеванием. В январе 2020 года он публично объявил о диагнозе болезни Паркинсона, сказав: «Я не умираю от болезни Паркинсона. Я имею дело с ним большую часть своей жизни». В феврале 2025 года Шэрон Осборн сообщила, что в результате болезни музыкант утратил возможность ходить и передвигается исключительно в инвалидном кресле. При этом на голосе недуг не отразился, что позволило артисту принять участие в прощальном концерте.
В 2003 году Осборн получил травмы, упав с квадроцикла, что стало причиной отмены концертов; ему вставили металлические позвонки. В 2019 году, в связи со смещением металлических позвонков, концерты вновь были отменены и перенесены на 2020 год.
В июне 2010 года Оззи решил завещать своё тело науке, утверждая, что его организм является уникальным
По всей видимости, я — настоящее медицинское чудо! Я пьянствовал в течение сорока лет и ничего со мной не случилось. Я напивался, вырубался, а затем снова приходил в себя. Я считаю, что я должен завещать своё тело лондонскому Музею естествознания.
 Компания Knome заверила, что составит его генетическую карту для того, чтобы выяснить, почему музыкант всё ещё жив. По словам директора отдела исследований Knome Натана Пирсона, изучение людей с необычными медицинскими историями имеет огромный научный потенциал. Помимо прочего, учёные надеются, что в результате исследования будет прояснён механизм усвоения организмом наркотических средств.
В конце октября 2010 года были опубликованы данные генетических исследований. Согласно выводам учёных, Оззи является потомком неандертальцев и древних римлян, погибших в результате извержения вулкана Везувия 24 августа 79 года. Также было установлено, что музыкант является дальним родственником российского императора Николая II и короля Великобритании Георга I. Кроме того, исследователи выяснили, что Осборн состоит в родстве с известным американским преступником XIX века Джесси Джеймсом. Исследователи узнали, что Осборн обладает большей выносливостью, чем среднестатистический человек, а возможности его организма справляться с последствиями употребления алкоголя и наркотиков превосходят средние показатели.
В июле 2010 года Осборна пригласили вести колонку о здоровом образе жизни в американском журнале Rolling Stone.
В 2020 году у музыканта была диагностирована эмфизема лёгких, развившаяся вследствие курения.

### Смерть
Осборн умер утром 22 июля 2025 года в возрасте 76 лет от инфаркта миокарда, через 17 дней после своего последнего живого выступления на прощальном концерте Back to the Beginning. В момент смерти он находился в окружении своей семьи.
Многие общественные деятели и музыканты выразили ему свою дань уважения. Элтон Джон назвал его «дорогим другом и выдающимся первопроходцем, завоевавшим себе место в пантеоне рок-богов — настоящей легендой».

### Прощание и похороны

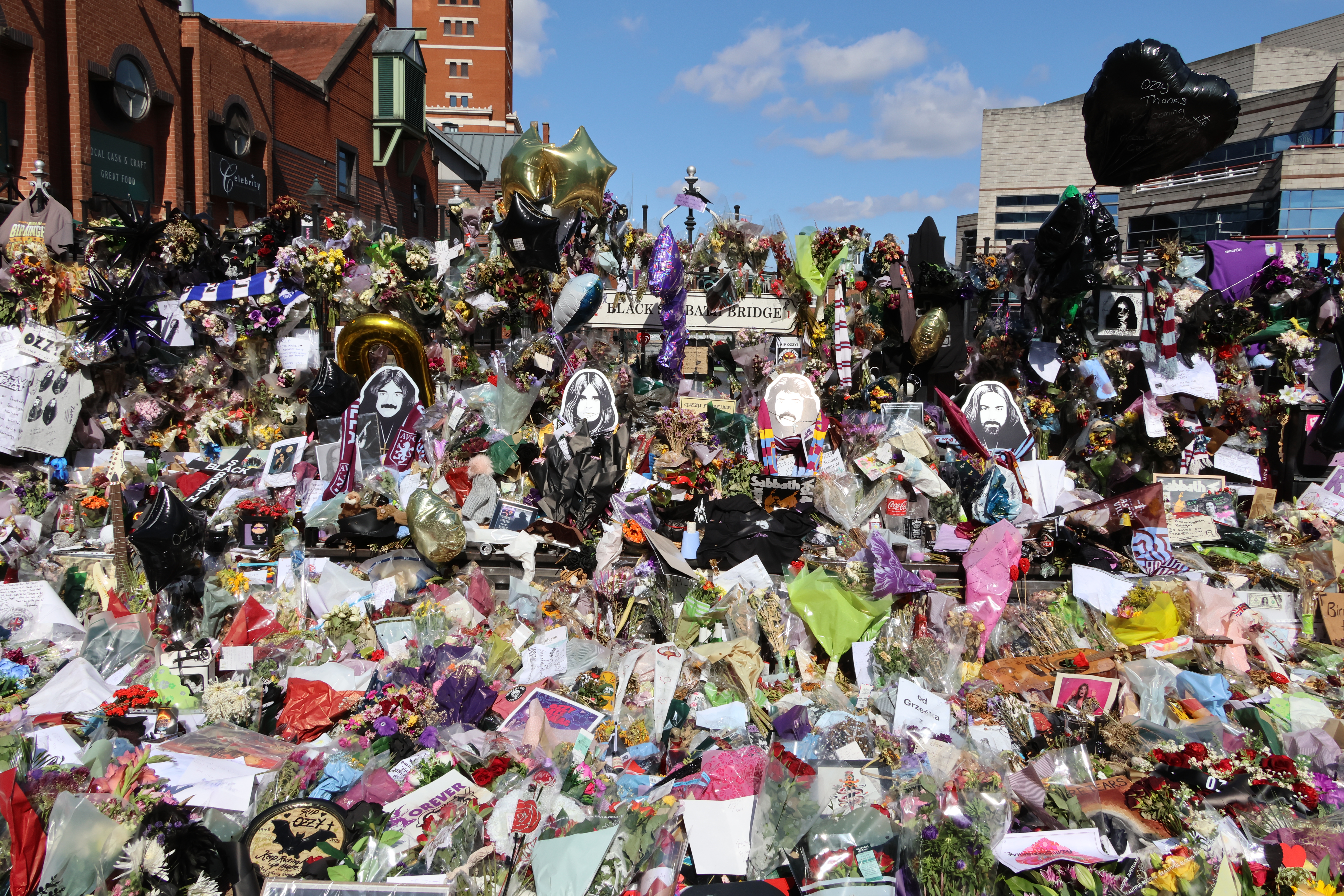
Мост Black Sabbath на Брод-стрит 2 августа 2025

30 июля его траурный кортеж покинул Вилла Парк, проехал мимо дома, где вырос Осборн, на Лодж Роуд, и направился на Брод Стрит, которая была закрыта для движения. Он остановился у моста Black Sabbath, где семья Осборна смотрела на цветы и послания, оставленные фанатами, и встретилась с лорд-мэром. Затем кортеж проехал мимо фрески Black Sabbath на Навигейшн Стрит и The Crown , где Black Sabbath дали свой первый концерт. Десятки тысяч людей собрались вдоль маршрута, чтобы полюбоваться. В тот же день оркестр гвардейцев Колдстрима исполнил песню Black Sabbath «Paranoid» во время церемонии смены караула у Букингемского дворца. Выступление было широко интерпретировано как дань уважения и отмечено за его отход от традиционного репертуара мероприятия. На следующий день состоялись частные похороны, на которых присутствовали только его семья и избранные близкие друзья и рок-звёзды, включая Мэрилина Мэнсона, Роба Зомби, Закка Уайлда, Джеймса Хэтфилда и его коллег по группе Black Sabbath. В соответствии с его желанием, Осборн был похоронен на территории своего частного семейного поместья, Welders House , недалеко от «красивого» озера.

## Взгляды

### Поддержка ЛГБТ
Осборн публично поддерживал ЛГБТ, дружил с такими известными ЛГБТ-музыкантами, как Элтон Джон и Yungblud. В 1989 году он лично извинился за гомофобные высказывания Закка Уайлда на концерте в Лонг-Бич, Лос-Анджелес, и, по сообщениям, сделал пожертвование в пользу AIDS Walk Long Beach, мероприятия по сбору средств, посвященного исследованиям в области ВИЧ/СПИД.

### Поддержка Израиля и борьба с антисемитизмом
На фоне кампании BDS, призывающей артистов отменять концерты в Израиле, Осборн выступал в Израиле дважды: в 2010 и в 2018 годах. Накануне первого концерта он с женой Шэрон посетили Стену Плача и мемориал Яд Вашем. На вопросы о бойкоте Израиля Шэрон отвечала: «Я наполовину еврейка. Мы выступаем там, где хотим. И точка».
В начале 2025 года Канье Уэст использовал семпл War Pigs Black Sabbath без разрешения. Осборн категорично отказал ему и заявил: «Я отказал, потому что Канье — антисемит. Он причинил многим невыразимую боль. Я не хочу иметь с ним ничего общего».
В одном из эпизодов шоу The Osbournes Want to Believe Осборн сказал сыну Джеку: «Твоя мать еврейка, так что, пожалуйста, не начинай отрицать Холокост».

## Группа
Последний состав:
- Оззи Осборн — вокал (1979—1992, 1994—2025)
- Закк Уайлд — соло-гитара, бэк-вокал (1987—1992, 1992, 1995, 1998, 2001—2004, 2006—2009, 2017—2025)[97]
- Майк Айнез — бас-гитара (1989—1992, 1996, 1998, 2025)
- Адам Уэйкман — клавишные, ритм-гитара (2004—2025)
- Томми Клафетос — ударные (2010—2025)

## Дискография

### Black Sabbath

#### Студийные альбомы
| - 1970 — Black Sabbath - 1970 — Paranoid - 1971 — Master of Reality - 1972 — Black Sabbath Vol. 4 - 1973 — Sabbath Bloody Sabbath | - 1975 — Sabotage - 1976 — Technical Ecstasy - 1978 — Never Say Die! - 2013 — 13 |

#### Концертные альбомы
| - 1980 — Live at Last - 1998 — Reunion - 2002 — Past Lives | - 2013 — Live... Gathered in Their Masses - 2017 — The End: Live in Birmingham |

#### Сборники
| - 1975 — We Sold Our Soul for Rock N' Roll - 1996 — The Sabbath Stones - 2002 — Symptom of the Universe - 2004 — Black Box: The Complete Original Black Sabbath (1970–1978) | - 2006 — Black Sabbath: Greatest Hits 1970—1978 - 2016 — The End - 2016 — The Ultimate Collection |

### Сольная карьера

#### Студийные альбомы
| - 1980 — Blizzard of Ozz - 1981 — Diary of a Madman - 1983 — Bark at the Moon - 1986 — The Ultimate Sin - 1988 — No Rest for the Wicked - 1991 — No More Tears - 1995 — Ozzmosis | - 2001 — Down to Earth - 2005 — Under Cover - 2007 — Black Rain - 2010 — Scream - 2020 — Ordinary Man - 2022 — Patient Number 9 |

#### Концертные альбомы
| - 1982 — Speak of the Devil - 1987 — Tribute - 1990 — Just Say Ozzy | - 1993 — Live & Loud - 2002 — Live at Budokan |

#### Синглы
| - 1980 — Crazy Train - 1988 — Crazy Babies - 1992 — Mama I’m Coming Home - 1996 — See You on the Other Side - 2001 — Gets Me Through - 2002 — Dreamer - 2007 — I Don’t Wanna Stop - 2010 — Let Me Hear You Scream | - 2012 — Believer (7-и дюймовый рисованный диск) - 2019 — Under the Graveyard - 2019 — Straight to Hell - 2020 — Ordinary Man - 2020 — It’s A Raid - 2021 — Hellraiser (30th Anniversary Edition) - 2022 — Patient Number 9 - 2022 — Degradation Rules |

#### Сборники
| - 1989 — Best of Ozz - 1997 — The Ozzman Cometh - 1998 — Chef Aid: The South Park Album - 2002 — Osbournes, The – The Osbourne Family Album | - 2003 — The Essential Ozzy Osbourne - 2005 — Prince of Darkness - 2011 — 30th Anniversary Deluxe Boxed Set - 2014 — Memoirs of a Madman |

### Другие коллективы и исполнители
| - 1980 — «Circles» (Quartz — сингл Stoking Up the Fires of Hell) - 1988 — «Close My Eyes Forever» (Лита Форд — Lita) #8 , #47 - 1989 — «Led Clones» (Гэри Мур — After the War) - 1989 — «Purple Haze», сборник Stairway to Heaven/Highway to Hell - 1990 — «Jack’s Land» и «Bombers (Can Open Bomb Bays)» (Билл Уорд — Ward One: Along the Way) - 1991 — «Stayin' Alive» (Dweezil Zappa — сингл и альбом Confessions) кавер Bee Gees - 1991 — «Hey Stoopid» (Элис Купер — Hey Stoopid) #21 - 1991 — «Therapy» (Infectious Grooves — The Plague that Makes Your Booty Move…It’s the Infectious Grooves) - 1992 — «I Ain’t No Nice Guy» (Лемми/Motorhead — March ör Die) - 1992 — «Shake Your Head (Let’s Go To Bed)» (Ким Бейсингер, Was (not Was) — Born to Laugh At Tornadoes) #4 - 1994 — «Born to Be Wild» (Miss Piggy — Kermit Unpigged) - 1994 — «Iron Man» (Therapy? — Nativity In Black: A Tribute To Black Sabbath) - 1997 — «Pictures of Matchstick Men» (Type O Negative) - 1998 — «Nowhere to Run (Vapor Trail)» (Ol' Dirty Bastard, DMX, Crystal Method, Fuzzbubble — Chef Aid: The South Park Album) - 1998 — «This Means War!!» (Баста Раймс — E.L.E. (Extinction Level Event): The Final World Front) - 1998 — «Vertical Man» (Ринго Старр — Vertical Man) | - 1999 — «Buried Alive» (Рик Уэйкман — Return to the Centre of the Earth) - 1999 — «Shock The Monkey» (Coal Chamber — Chamber Music (Chamber Music) - 2000 — «N.I.B.» (Primus — Nativity In Black II: A Tribute To Black Sabbath) - 2000 — «Who’s Fooling Who» (Тони Айомми — Iommi) - 2000 — «For Heaven’s Sake 2000» (Тони Айомми and Wu Tang Clan — Loud Rocks) - 2001 — «Iron Head» (Rob Zombie — The Sinister Urge) - 2003 — «Changes» (Келли Осборн — Changes) #1 - 2003 — «Stillborn» (Black Label Society — The Blessed Hellride) - 2005 — «In This River» (Black Label Society — Mafia) - 2007 — «Judgement Day» (Beanie Sigel — The Solution) - 2007 — «Masters of War» (Mountain — Masters of War) - 2008 — «Wake the Dead» (Элис Купер — Along Came a Spider) - 2010 — «Crucify the Dead» (Slash — Slash) - 2010 — «Going Through Changes» (Эминем — Recovery) - 2010 — «Iron Man», «Paranoid» (Metallica, The 25th Anniversary Rock & Roll Hall of Fame Concerts) - 2014 — «Gods» (Билли Моррисон — God Shaped Hole) - 2024 — «Crack Cocaine» (Билли Моррисон, Стив Стивенс) |

### Неофициальные альбомы
| - 1990 — Ten Commandments |

## Фильмография
| Год       |     | Русское название                             | Оригинальное название                                        | Роль                       |
| --------- | --- | -------------------------------------------- | ------------------------------------------------------------ | -------------------------- |
| 1986      | ф   | Конфеты или смерть                           | Trick or Treat                                               | преподобный Аарон Гилстром |
| 1988      | док | Падение западной цивилизации 2: Года металла | The Decline of Western Civilization Part II: The Metal Years | играет себя                |
| 1997      | ф   | Части тела                                   | Private Parts                                                | играет себя                |
| 1998      | мс  | Южный Парк                                   | South Park                                                   | играет себя                |
| 2000      | ф   | Никки, дьявол-младший                        | Little Nicky                                                 | играет себя                |
| 2001      | ф   | Мулен Руж!                                   | Moulin Rouge!                                                | Зелёная Фея                |
| 2002      | ф   | Остин Пауэрс: Голдмембер                     | Austin Powers in Goldmember                                  | играет себя                |
| 2002      | с   | Шоу Берни Мака                               | The Bernie Mac Show                                          | играет себя                |
| 2002—2005 | с   | Семейка Осборнов                             | The Osbournes                                                | играет себя                |
| 2003      | с   | Король Квинса                                | The King of Queens                                           | играет себя                |
| 2009      | мс  | Гленн Мартин                                 | Glenn Martin, DDS                                            | Дьявол                     |
| 2010      | док | Лемми                                        | Lemmy                                                        | играет себя                |
| 2011      | мф  | Гномео и Джульетта                           | Gnomeo & Juliet                                              | Оленёнок                   |
| 2016      | ф   | Охотники за привидениями                     | Ghostbusters                                                 | играет себя                |
| 2016—2018 | с   | Кругосветное путешествие Оззи и Джека        | Ozzy & Jack’s World Detour                                   | играет себя                |
| 2018      | мф  | Шерлок Гномс                                 | Sherlock Gnomes                                              | Оленёнок                   |
| 2020      | мф  | Тролли. Мировой тур                          | Trolls World Tour                                            | Король Трэш                |
| 2020—2021 | с   | Семейка Осборнов хочет верить                | The Osbournes Want to Believe                                | играет себя                |
| 2022      | с   | Коннеры                                      | The Conners                                                  | играет себя                |

## Награды и признание
- В 2004 году среди 1000 пользователей Yahoo! был проведён опрос на тему «Кто является самым достойным представителем человечества, который мог бы приветствовать инопланетян от лица землян?», в котором Оззи занял первое место, опередив Тони Блэра, Джорджа Буша, Дэвида и Викторию Бэкхемов[100].
- 2008 — премия журнала Classic Rock в номинации «Живая легенда»
- В ноябре 2010 года компания Gibson опубликовала список из десяти лучших по её мнению гитарных риффов 1980-х годов. На 3-е место компания поместила композицию «Crazy Train» из альбома Blizzard of Ozz в исполнении Рэнди Роадса[101].
- 2011 — премия журнала Kerrang! в номинации «Легенда»
- 2020 — назван журналом GQ человеком года в номинации «Жизненные достижения»[102]
- В 2020 году в честь Осборна был назван новый вид пауков Actinopus osbournei[103].
- 2021 — член Зала славы WWE[104].
- 2024 — второй раз включён в Зал славы рок-н-ролла, как сольный исполнитель[105].
- В Бирмингеме, на родине музыканта, ездит трамвай, названный в его честь[106].
- Звезда на Голливудской Аллее славы за вклад в индустрию звукозаписи